# Museo d’arte Sacra di Mandello
Il Museo d’Arte Sacra di Mandello del Lario è un museo di arte sacra situato nel centro storico di Mandello del Lario, in Lombardia, ospitato nell’antica sede della confraternita dei Disciplini di Santa Marta. Il museo è stato inaugurato il 7 dicembre 2019 con l’obiettivo di rendere accessibili al pubblico le eccellenze del patrimonio artistico di proprietà dell’arcipretura di San Lorenzo.

## Storia e sede
Il museo sorge accanto alla chiesa di San Lorenzo e occupa gli spazi che furono della confraternita dei Disciplini di Santa Marta, una comunità di laici che seguiva una regola improntata alla preghiera, alla penitenza e alla carità. La sede conserva ancora elementi che ne testimoniano la destinazione originaria.

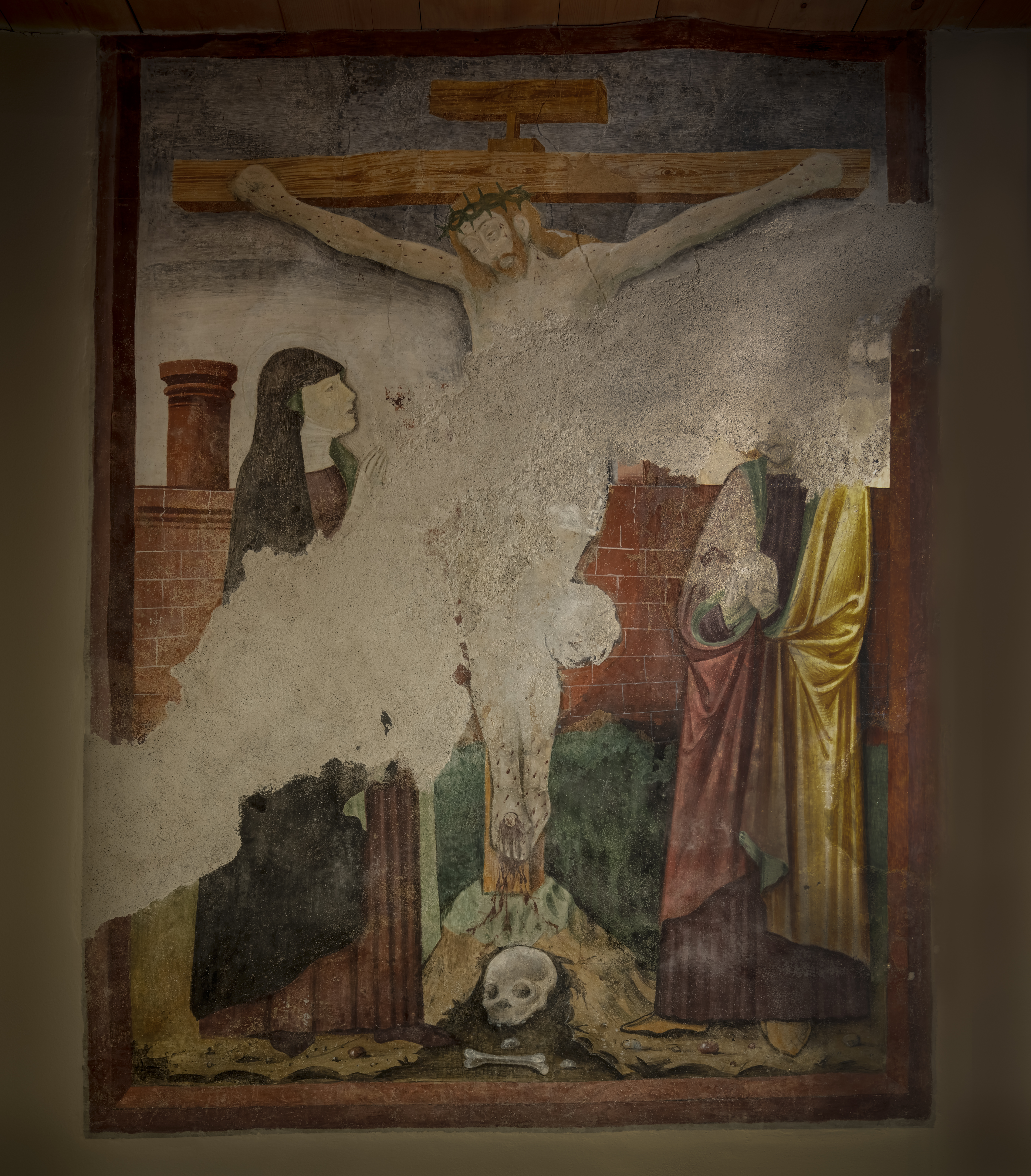
Crocifissione di Cristo tra la Vergine Maria e san Giovanni apostolo, affresco, 1400
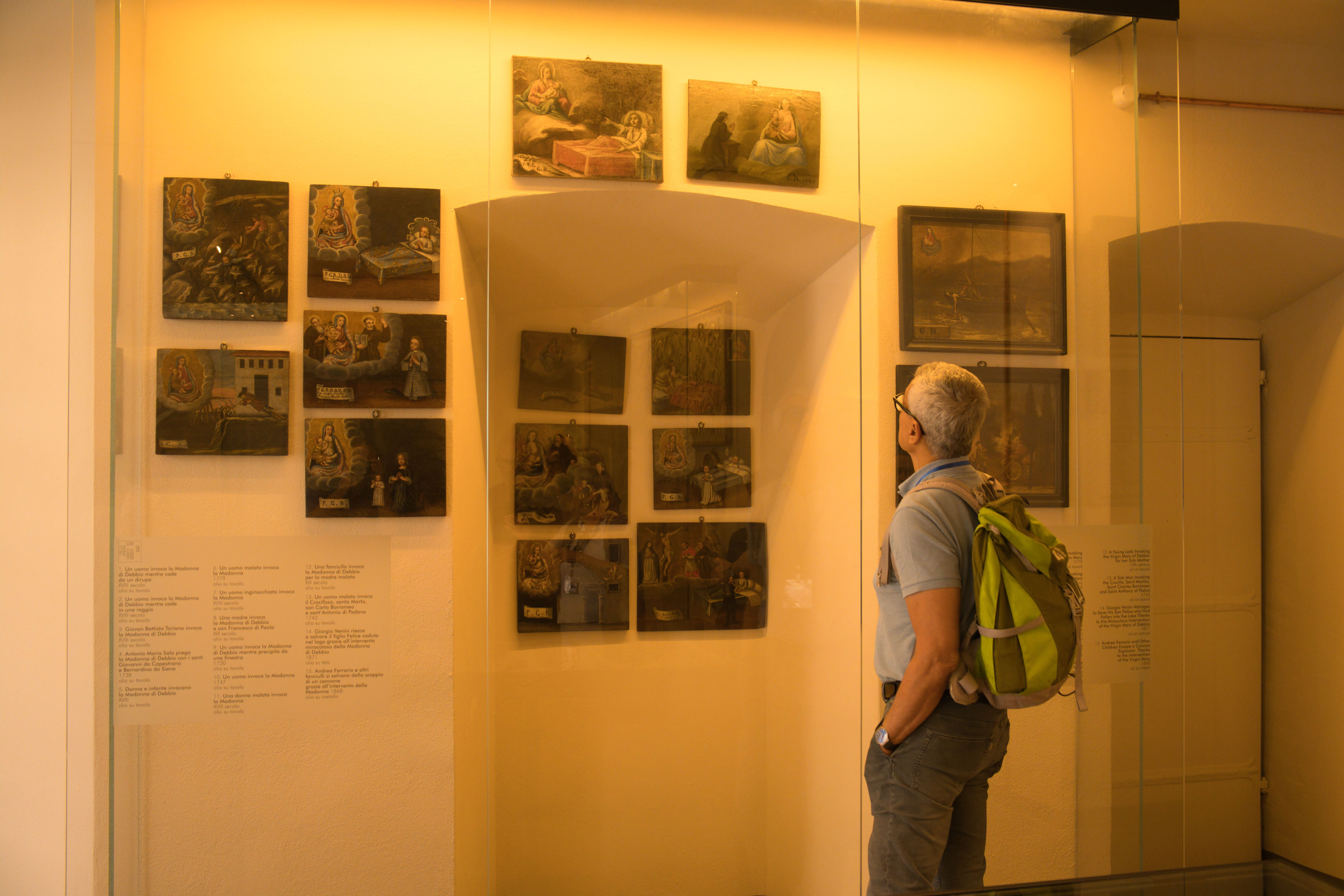
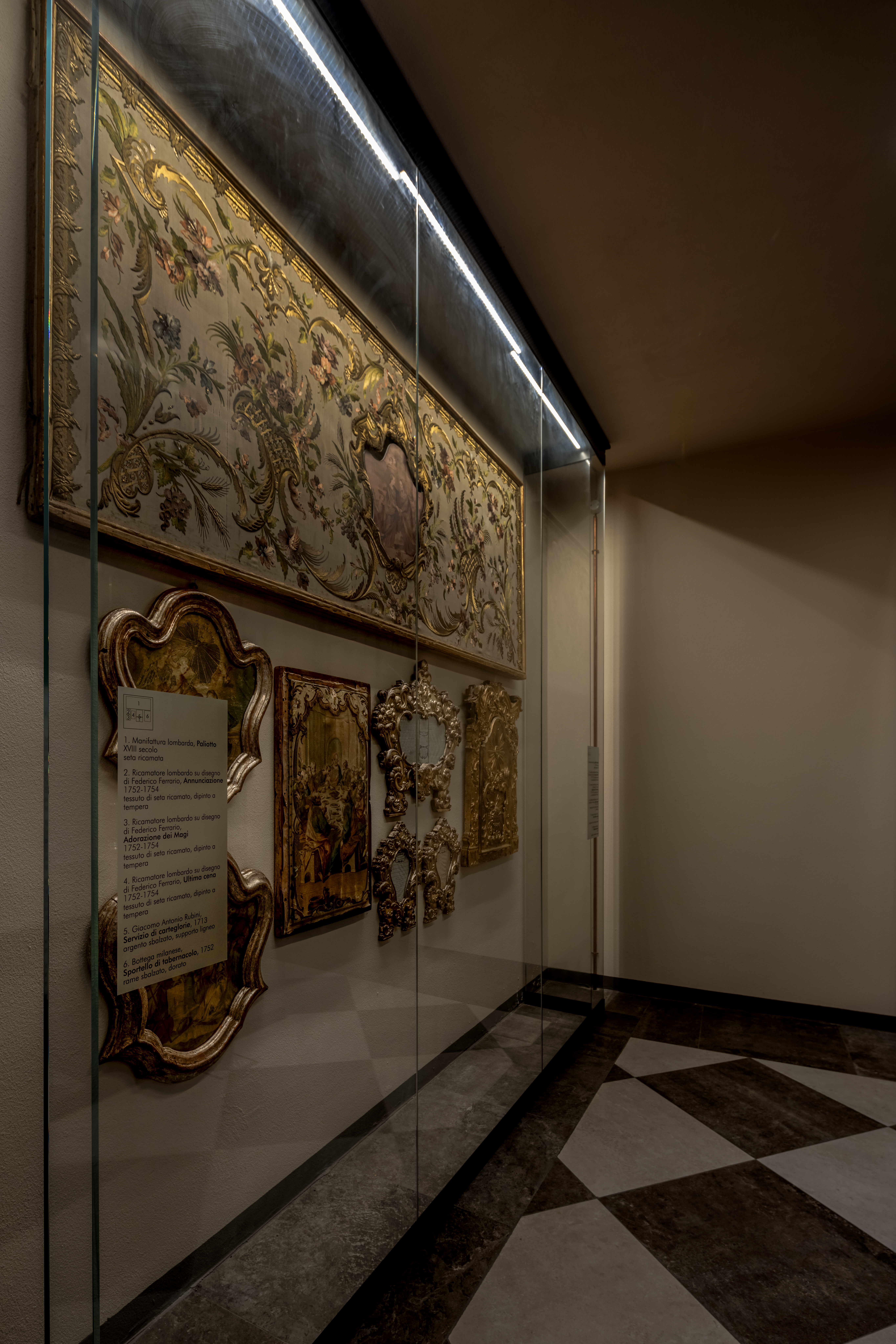
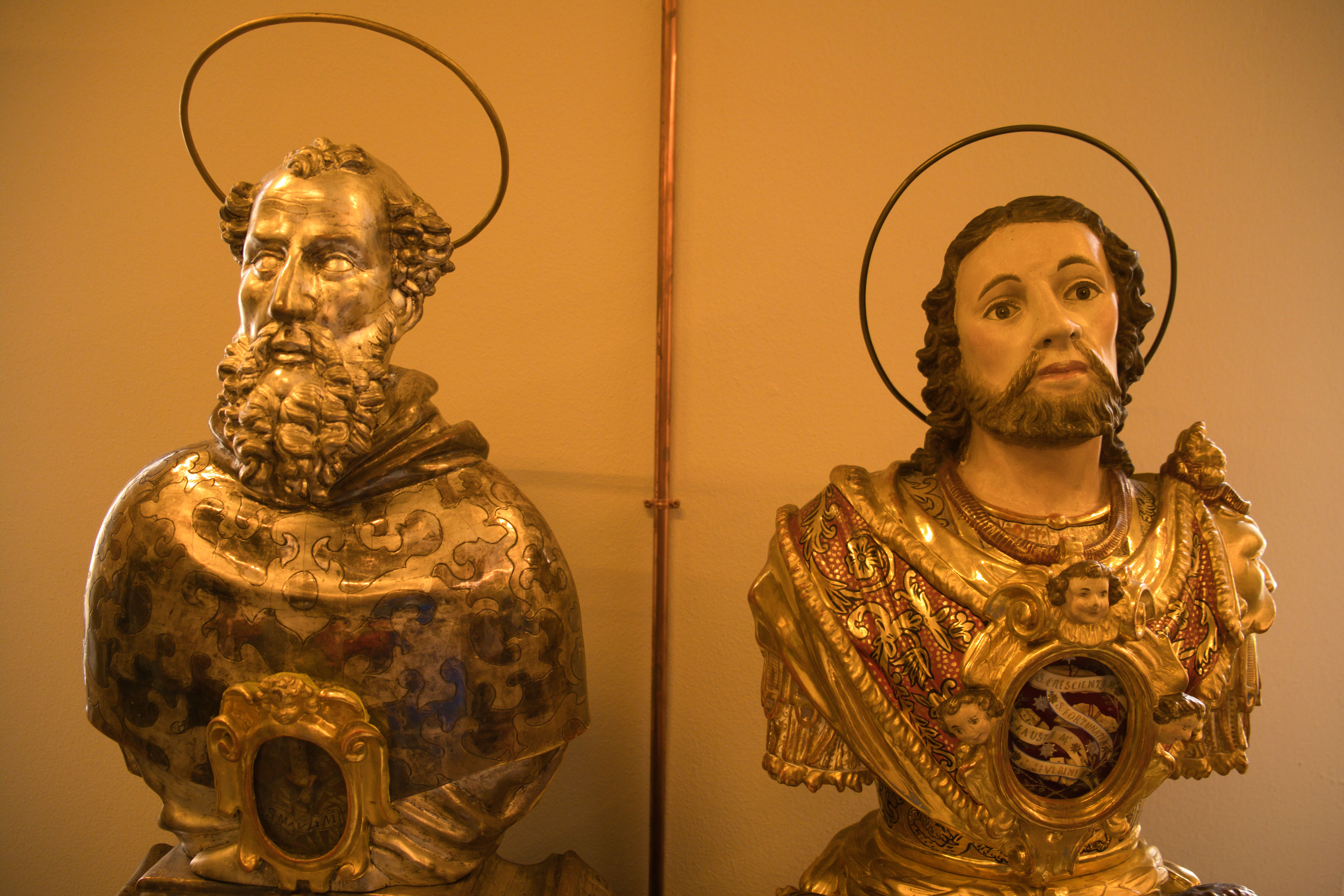

## Descrizione del percorso

### Prima sala: la Confraternita dei Disciplini di Santa Marta
La prima sala è dedicata alla storia millenaria e della Disciplini di Santa Marta. L’ambiente è dominato da un affresco raffigurante la Crocifissione di Cristo tra la Vergine Maria e san Giovanni apostolo, attribuito a un pittore lombardo attivo alla fine del XV secolo.
Tra le opere principali si distingue una croce astile quattrocentesca, considerata una delle opere più rappresentative della collezione, che riflette le iconografie tipiche dell'antica compagine religiosa locale. Sono presenti inoltre una scultura della Madonna con Bambino del 1400 e un dipinto raffigurante la Circoncisione di Gesù di Francesco Zucco pittore attivo tra il Cinque e Seicento.

### Seconda sala: il tabernacolo barocco
La seconda sala offre una prospettiva diretta sull’altare maggiore della chiesa di San Lorenzo. Sono esposte alcune statuette provenienti da un tabernacolo a tempietto di epoca barocca, che arricchiva l’area presbiteriale della chiesa. Questo ambiente rafforza il legame tra il museo e il patrimonio liturgico attiguo.

### Terza sala: oggetti sacri e ex voto
L’ultima sala raccoglie un nucleo rilevante di suppellettili sacre e paramenti liturgici. In particolare, vi è un’esposizione di ex voto dipinti di particolare valore devozionale e iconografico, provenienti dalla chiesa di Santa Maria Nascente di Debbio. La vivacità delle immagini e la forza narrativa di queste opere rappresentano un’espressione autentica della religiosità popolare del territorio.

### Collegamento con la chiesa di San Lorenzo
Da questa sala si accede direttamente alla chiesa di San Lorenzo, rilevante esempio di architettura barocca locale. Il tempio è arricchito da notevoli arredi lignei e da un ciclo pittorico firmato dal pittore milanese Agostino Santagostino, autore di grandi teleri che illustrano episodi della vita di san Lorenzo.